# Martin Amis
Martin Amis   (Oxford, 25 d'agost de 1949 - Lake Worth, 19 de maig de 2023) fou un novel·lista britànic, membre de la Royal Society of Literature. Va estudiar a la universitat de la seva ciutat de naixement. És fill del també escriptor Kingsley Amis. Va tenir un començament brillant amb el seu primer llibre, El llibre de Rachel (premi Somerset Maugham el 1973). Ha col·laborat en revistes com Times Literary Supplement, New Statesman i The Observer. Amis és considerat com un dels millors (i més reeixits) escriptors de la seva generació. Els últims anys de la seva vida, el també conegut com a enfant terrible gaudia d'una plaça de professor a la Universitat de Manchester, on impartia classes sobre "escriptura creativa".
Va viure a l'Uruguai durant dos anys i mig, al costat de la seva segona esposa, l'escriptora uruguaiana Isabel Fonseca, i les seves dues filles petites. Al setembre de 2006 es va traslladar a Gran Bretanya amb la seva família.